# Wzornik do wyoblania

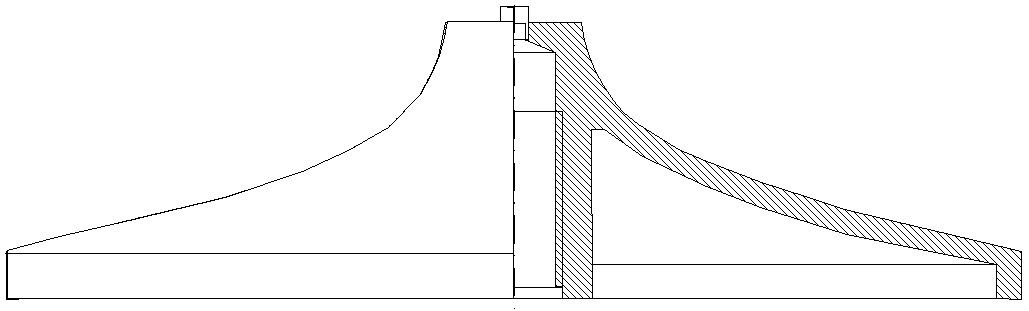
Przykład konstrukcji wzornika (formy) do wyoblania

Wzornik do wyoblania,  także: forma do wyoblania – narzędzie służące do plastycznego kształtowania blachy w czasie wyoblania. Wzorniki są stosowane zarówno w czasie wyoblania ręcznego jak i w czasie wyoblania na wyoblarkach automatycznych i zgniatarkach obrotowych. Jest on najczęściej dokładnym odwzorowaniem wewnętrznego kształtu wykonywanego elementu (poza przypadkami "wyoblania w powietrzu" lub wyoblania przy użyciu przyrządu z rolką umieszczoną mimośrodowo).
W zależności od przeznaczenia wzorniki mogą być wykonywane z różnych materiałów. Wzorniki stalowe są najtrwalsze i pozwalają na kształtowanie blachy z największą dokładnością. W przypadku konieczności wykonania tylko kilku elementów czasami wykonujemy wzorniki z: 
- tekstolitu,
- drewna,
- aluminium,
- cynku.

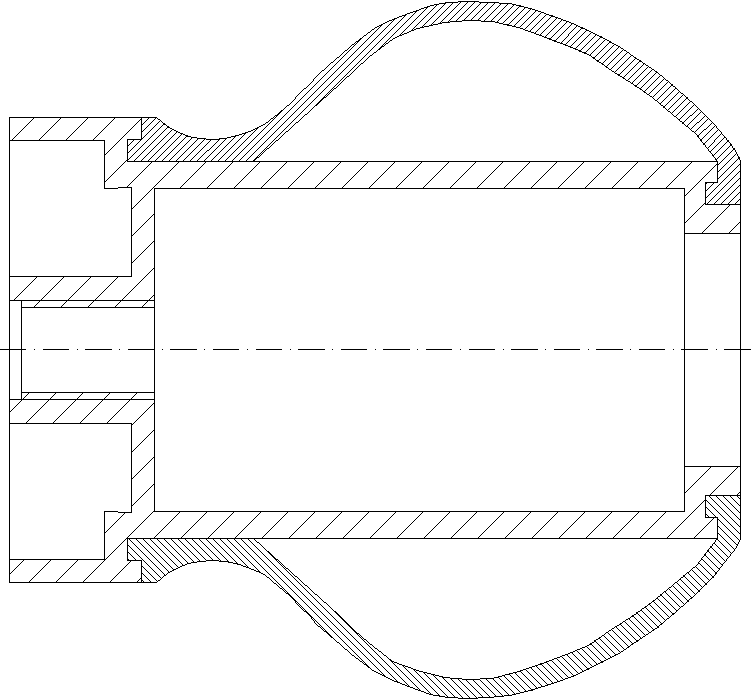
Przykład konstrukcji wzornika składanego (przekrój)

Wzorniki takie (szczególnie drewniane) są znacznie tańsze od stalowych ale jakość przedmiotów na nich wykonywanych jest niższa niż wykonanych na wzornikach stalowych. Do wykonywania skomplikowanych kształtów lub do prac specjalistycznych stosujemy wzorniki:
- Do łączenia elementów - służą do połączenia dwóch lub więcej elementów w jednolita bryłę metodą wyoblania,
- Do obcinania - czasem są stosowane do obcięcia obrzeża lub do wycinania dna,
- Do rozpęczania - służą do wykonywania jednej z operacji zwanej rozpęczaniem (o ile istnieje taka potrzeba),
- Do wygniatania rowków - wygniatanie odbywa się wyoblakiem lub rolką.
- Do wyoblania w powietrzu - wyoblanie odbywa się na wzorniku, którego kształt nie odpowiada dokładnie kształtowi gotowego elementu. Sposób ten wymaga najwyższych kwalifikacji pracownika,
- Jednooperacyjne - wzorniki o najprostszych kształtach. Gotowy kształt uzyskujemy tylko na jednym prostym wzorniku,
- Przyrządy z mimośrodową rolką toczną - jest to szczególna odmiana wyoblania w powietrzu wspomagana wirującą rolką kształtową umieszczoną mimośrodowo względem osi wirującego przedmiotu,
- Składane - stosowane do wykonywania skomplikowanych kształtów. Czasem istnieje potrzeba wykonania kształtu, w którym średnica przy obrzeżu jest mniejsza niż podstawy lub środkowej części wyoblonego elementu,
- Wewnętrzne - w celu wykonania dodatkowych operacji jak: rozpęczanie, wywijanie do wewnątrz, łączenia stosujemy formy do wnętrza których wkładamy elementy wykonane wcześniej metodą wyoblania,
- Wielooperacyjne - proces wykonywania skomplikowanych elementów wymaga rozłożenia całego procesu wykonawczego na kilka operacji. Komplet form składa się z kilku różnych kształtów.

Projektowanie form do wyoblania wymaga dużego doświadczenia. Dotyczy to w szczególności form składanych i form z mimośrodową rolką toczną. Obecnie w projektowaniu bardzo pomocne są różne komputerowe programy graficzne, pozwalające na przesuwanie poszczególnych elementów rysunku względem siebie w celu ich dopasowania.